# Malin Eriksson (författare)
Malin Eriksson, född 1979 i Åmål, är barnboksförfattare. Hon har skrivit böcker från börja läsa till yngre tonår och skriver sedan 2009 regelbundet i tidningen Min Häst. Hon är en del av skrivarkollektivet BaraHästböcker. Malin har en magisterexamen i litteraturvetenskap och är också utbildad gymnasielärare i svenska och religion, skrivarpedagog och ridledare.

## Verkförteckning
- Vi klarar allt! 2019 Nypon förlag ISBN 9789178253425
- Kaninhoppet 2019 Opal förlag ISBN 9789172261853
- Varsågod och rid 2019 Lilla Piratförlaget ISBN 9789178130689
- Modig med dig 2019 Nypon förlag ISBN 9789178250868
- Hästen på Vinga 2019 Opal förlag ISBN 9789172999787
- Hoppet, 2018 Opal förlag ISBN 9789172999848
- Ett eget lag, 2018 Lilla Piratförlaget ISBN 978-91-7813-015-3
- En vän i stallet, 2018 Stabenfeldt, ISBN 9176875342
- Uteritten 2017, Ponnykompisar Opal förlag, ISBN 9789172998759
- Den röda vanten, 2017 Ponnykompisar Opal förlag, ISBN 9789172998636
- Rakt mot hindret, 2016 Opal förlag, ISBN 9789172997745
- Tass i hand, 2016 Kikkuli förlag, ISBN 9789188195128
- Malva i stallet, 2015 Olika förlag, ISBN 9789187413063
- Malva börjar rida, 2015 Olika förlag, ISBN 9789187413056
- Malva och hästarna, 2014 Olika förlag, ISBN 9789187413049
- Nos mot näsa, 2014 Kikkuli förlag, ISBN 9789189610903
- Pegasa – hästen från Trapalanda, 2012 Kikkuli förlag, ISBN 9789188195203
- Mia saknad, 2011 Hegas förlag, ISBN 9789185877935
- Vågar Joanna hoppa? 2010 Kikkuli förlag, ISBN 9789189610583
- Joanna får en egen häst, 2008 Kikkuli förlag, ISBN 9789189610491